# Ассоциация кёрлинга Канады
Ассоциация кёрлинга Канады (англ. Curling Canada) — высшая в иерархии канадского кёрлинга организация.
Член Всемирной федерации кёрлинга.
Основной сферой управления из обязанностей Ассоциации кёрлинга Канады являются чемпионаты. Ежегодно Ассоциация проводит девять национальных чемпионатов по кёрлингу. Около 15 000 конкурентоспособных кёрлингистов из всех провинций и территорий вступают в игру на уровне кёрлинг-клуба с надеждой стать одним из канадских чемпионов, коронуемых ежегодно.
Наша миссия: Мы вдохновляем и руководим всеми канадцами, от детской площадки до подиума, чтобы кёрлинг стал частью их жизни так, как им это нравится больше всего, создавая среду и систему, которые позволяют им достигать своих личных целей.
Наш взгляд: Ассоциация кёрлинга Канады является ведущим экспертом и двигателем роста для совершенства кёрлинга в Канаде.
Ассоциация кёрлинга Канады также предоставляет широкий спектр программ и услуг своим ассоциациям-членам. Философия Ассоциации заключается в том, чтобы развивать ресурсы и услуги на национальном уровне и предоставлять их в провинции и территории. Это означает, что Ассоциация кёрлинга Канады берет на себя расходы по освоению ресурсов (на основе вклада ассоциаций-членов и специальных органов) и в значительной степени полагается на ассоциации-члены, чтобы обеспечить доставку этих ресурсов своим клубам-членам и кёрлингистам в этих клубах.

## История
Ассоциация кёрлинга Канады (CCA) была создана в 1990 году объединением Curl Canada и Canadian Ladies' Curling Association. Первым руководителем был Dave Parkes до 2007 года. 
Greg Stemlaw руководил до 2015 года, когда перешел на CBC Sports. 27 февраля 2015 года организация была переименована в Curling Canada.

## Чемпионаты
- Чемпионат Канады по кёрлингу среди мужчин - Tim Hortons Brier (Canadian Men’s Curling Championship)
- Чемпионат Канады по кёрлингу среди женщин - Scotties Tournament of Hearts (Canadian Women’s Curling Championship)
- Чемпионат Канады по кёрлингу среди юниоров - New Holland Canadian Junior Men’s and Women’s Curling Championships
- Чемпионат Канады по кёрлингу среди ветеранов - Everest Canadian Senior Men’s and Women’s Curling Championships
- Чемпионат Канады по кёрлингу среди смешанных команд - Canadian Mixed Curling Championship
- Чемпионат Канады по кёрлингу среди смешанных пар - Canadian Mixed Doubles Curling Championship
- Чемпионат Канады по кёрлингу на колясках - Canadian Wheelchair Curling Championship
- Чемпионат Канады по кёрлингу среди вузов - USPORT University Curling Championships
- Чемпионат Канады по кёрлингу среди колледжей - CCAA College Curling Championships
- Чемпионат Канады по кёрлингу среди клубов - Canadian Curling Club Championship
- Чемпионат Канады по кёрлингу среди молодёжи (до 25 лет) - U25 NextGen Classic
- Чемпионат открытия сезона - PointsBet Invitational
- Чемпионат Канады по кёрлингу среди молодёжи (до 18 лет)

В дополнение к чемпионатам Канады по кёрлингу Ассоциация кёрлинга Канады также отвечает за следующие турниры:
- Кубок Канады по кёрлингу - Home Hardware Canada Cup of Curling
- Континентальный кубок по кёрлингу среди смешанных команд - World Financial Group Continental Cup
- Канадский олимпийский отбор по кёрлингу - Tim Hortons Roar of the Rings (Canadian Curling Trials)
- Канадский олимпийский отбор по кёрлингу среди смешанных пар - Canad Inns Mixed Doubles Curling Trials
- Чемпионат мира по кёрлингу - Ford World Championships (проводимые в Канаде)

## Ассоциации-члены
Ассоциация кёрлинга Канады представлена 14-ю ассоциациями-членами, это 10 Ассоциаций провинций, 3 Ассоциации территорий и Ассоциация кёрлинга Северного Онтарио, которая является отдельным членом и не входит в Ассоциацию Онтарио.
- Curling Alberta -  Альберта
- Curl BC -  Британская Колумбия
- Curling Québec -  Квебек
- Curl Manitoba -  Манитоба
- New Brunswick Curling Association -  Нью-Брансуик
- Newfoundland and Labrador Curling Association -  Ньюфаундленд и Лабрадор
- Northern Ontario Curling Association -  Северное Онтарио
- Northwest Territories Curling Association -  Северо-Западные территории
- Nova Scotia Curling Association -  Новая Шотландия
- Nunavut Curling Association -  Нунавут
- CurlON -  Онтарио
- Curl PEI -  Остров Принца Эдуарда
- CURLSASK -  Саскачеван
- Yukon Curling Association -  Юкон

## Текущий рейтинг сборных Канады
| № | Подъём/падение | Сборная   | Очки   |
| - | -------------- | --------- | ------ |
| 1 | ▬              | Швеция    | 84.085 |
| 2 | ▬              | Канада    | 78.085 |
| 3 | ▬              | Шотландия | 60.845 |

| № | Подъём/падение | Сборная          | Очки   |
| - | -------------- | ---------------- | ------ |
| 1 | ▬              | Швейцария        | 84.459 |
| 2 | ▲ 1            | Канада           | 62.351 |
| 3 | ▲ 2            | Республика Корея | 50.838 |

| № | Подъём/падение | Сборная   | Очки   |
| - | -------------- | --------- | ------ |
| 4 | ▲ 2            | Швейцария | 47.522 |
| 5 | ▬              | Канада    | 43.075 |
| 6 | ▼ 3            | США       | 42.209 |

| № | Подъём/падение | Сборная | Очки   |
| - | -------------- | ------- | ------ |
| 1 | ▬              | Китай   | 83.582 |
| 2 | ▬              | Канада  | 70.149 |
| 3 | ▬              | Швеция  | 62.537 |

| № | Подъём/падение | Сборная | Очки   |
| - | -------------- | ------- | ------ |
| 1 | ▬              | Канада  | 87.273 |
| 2 | ▲ 4            | Швеция  | 56.245 |